# Barcial del Barco
Barcial del Barco é um município da Espanha na província de Zamora, comunidade autónoma de Castela e Leão, de área 19,25 km² com população de 298 habitantes (2007) e densidade populacional de 15,48 hab./km².

## Demografia
| Variação demográfica do município entre 1991 e 2004 | Variação demográfica do município entre 1991 e 2004 | Variação demográfica do município entre 1991 e 2004 | Variação demográfica do município entre 1991 e 2004 |
| --------------------------------------------------- | --------------------------------------------------- | --------------------------------------------------- | --------------------------------------------------- |
| 1991                                                | 1996                                                | 2001                                                | 2004                                                |
| 348                                                 | 301                                                 | 313                                                 | 307                                                 |